# Bringsches Radikal
In der Mathematik ist das Bringsche Radikal beziehungsweise Ultraradikal eine algebraische, aber nicht elementar darstellbare Funktion. Sie wurde nach dem schwedischen Mathematiker Erland Samuel Bring benannt.

## Definition
Gegeben sei folgende quintische Gleichung:
{\displaystyle x^{5}+x=w}
Dabei sei {\displaystyle w} eine reelle Zahl. Unter dieser Bedingung existiert immer exakt eine reelle Lösung für den Wert {\displaystyle x}, denn die Funktion
{\displaystyle f(x)=x^{5}+x} ist eine bijektive Funktion. Und diese Funktion ist für alle reellen Werte {\displaystyle x} streng monoton steigend. Das Bringsche Radikal ist nach positiver Vorzeichenkonvention dann so definiert:
{\displaystyle x=\operatorname {BR} (w)}
Die positive Vorzeichenkonvention bewährte sich wegen der Tatsache, dass nur in dieser Konvention steigende Kurvenabschnitte vorhanden sind. Somit gilt auch folgender definierender Zusammenhang zwischen {\displaystyle \operatorname {BR} (x)} und {\displaystyle f(x)}:
{\displaystyle f(x)=x^{5}+x}
{\displaystyle \operatorname {BR} (x)=f^{\langle -1\rangle }(x)}
{\displaystyle \operatorname {BR} (x^{5}+x)=x}
{\displaystyle \operatorname {BR} (x)^{5}+\operatorname {BR} (x)=x}
Das Bringsche Radikal ist die Umkehrfunktion von der Summe aus fünfter Potenzfunktion und identischer Abbildungsfunktion. Außerdem wird mit dieser Konvention sichergestellt, dass positive Werte positiven Werten und negative Werte negativen Werten zugeordnet werden. Ebenso etablierte sich aber auch auf gleichwertige Weise die negative Vorzeichenkonvention, hier mit Stern in Exponentenstellung markiert:
{\displaystyle \operatorname {BR} ^{*}(x)=-\operatorname {BR} (x)}
Die negative Vorzeichenkonvention wurde nach der Nullstelle für ein quintisches Polynom mit nur positiven Koeffizienten aufgestellt. Jedoch beinhaltet diese Konvention eine für alle reellen x-Werte negative Steigung des Graphen. Und alle positiven Werte werden in BR*(x) negativen Werten zugeordnet. So erwies sich die negative Vorzeichenkonvention BR*(x) als rezessiv gegenüber der positiven Konvention BR(x). Im Bereiche der komplexen Zahlen ℂ kann das Bringsche Radikal BR(x) nicht als eine über die gesamte komplexe Zahlenebene stetige Funktion definiert werden. Der Grund dafür besteht in der Tatsache, dass für das Bringsche Radikal in der komplexen Ebene vier Verzweigungspunkte existieren. Somit muss der Stetigkeitsbereich des Bringschen Radikals vier Verzweigungsschnittstellen ausschließen. Das Bringsche Radikal ist eine zum Koordinatenursprung punktsymmetrische Funktion. Es gilt:
{\displaystyle \operatorname {BR} (-x)=-\operatorname {BR} (x)}

## Eigenschaften
Der namensgebende Mathematiker Erland Samuel Bring schrieb das Werk Meletemata quaedam mathematica circa transformationem aequationum algebraicarum und beschrieb darin die Gleichungen fünften Grades und ihre Lösungsmethoden. Die nach ihm benannte und oben abgebildete quintische Gleichungsform mit quintischem, linearem und absolutem Glied wird Bring-Jerrard-Form genannt. Die Bring-Jerrard-Form entbehrt das quartische, das kubische und das quadratische Glied. Und auf diese spezielle verallgemeinerte Form können alle restlichen quintischen Gleichungen auf elementar radikalischem Wege überführt werden. Diese Tatsache wurde vom britischen Mathematiker George Jerrard nachgewiesen. Der Regelfall der quintischen Gleichungen und auch der Regelfall der Bring-Jerrard-Gleichungen können jedoch nicht für den Allgemeinfall elementar radikalisch aufgelöst werden. Jene Tatsache wird durch den Satz von Abel-Ruffini beschrieben. Aber komplett alle quintischen Gleichungen können in algebraischen Kombinationen mit dem Bringschen Radikal und den elementaren Wurzeln zusammen gelöst werden.
Auf folgende Weise wird die allgemeine quintische Gleichung in Bring-Jerrard-Form gelöst, wenn quintisches und lineares Glied vorzeichengleich sind:
{\displaystyle au^{5}+bu+c=0}
{\displaystyle {\biggl (}{\frac {a^{1/4}}{b^{1/4}}}u{\biggr )}^{5}+{\biggl (}{\frac {a^{1/4}}{b^{1/4}}}u{\biggr )}=-{\frac {a^{1/4}c}{b^{5/4}}}}
{\displaystyle u={\frac {b^{1/4}}{a^{1/4}}}\operatorname {BR} {\biggl (}-{\frac {a^{1/4}c}{b^{5/4}}}{\biggr )}=-{\frac {b^{1/4}}{a^{1/4}}}\operatorname {BR} {\biggl (}{\frac {a^{1/4}c}{b^{5/4}}}{\biggr )}}
Das Bringsche Radikal hat diese hypergeometrische Identität:
{\displaystyle \operatorname {BR} (x)=x_{4}F_{3}{\biggl \{}{\biggl [}{\frac {1}{5}},{\frac {2}{5}},{\frac {3}{5}},{\frac {4}{5}}{\biggr ]};{\biggl [}{\frac {1}{2}},{\frac {3}{4}},{\frac {5}{4}}{\biggr ]};-{\frac {3125}{256}}x^{4}{\biggr \}}}
Folgende Maclaurinsche Reihe hat das Bringsche Radikal:
{\displaystyle \operatorname {BR} (x)=\sum _{m=0}^{\infty }{\binom {5m}{m}}{\frac {(-1)^{m}x^{4m+1}}{4m+1}}}
{\displaystyle \operatorname {BR} (x)\approx x-x^{5}+5x^{9}-35x^{13}+285x^{17}-2530x^{21}+\dotsb }
Die Beträge {\displaystyle {\binom {5m}{m}}/(4m+1)} der nichtverschwindenden Koeffizienten bilden die Folge A002294 in OEIS.

## Glashan-Young-Runge-Gleichung

### Geschichte der Theorie über quintische Gleichungen
Das Bringsche Radikal besitzt ebenso eine elliptische Identität, die mit Hilfe der Elliptischen Nomenfunktion und der Jacobischen Thetafunktion in einer elementarmathematischen Kombination dargestellt werden kann. Um das Jahr 1830 entwickelte der französische Mathematiker Évariste Galois eine nach ihm benannte Theorie, die Galoistheorie, über die Lösbarkeitskriterien von quintischen Gleichungen mit elementaren Wurzelausdrücken. Die von Galois entdeckten Resultate seiner Theorie dienten als Fundament für weitere wissenschaftliche Aufsätze von anderen Mathematikern über quintische Gleichungen. Auf diesem Fundament stellten die Mathematiker John Stuart Glashan, George Paxton Young und Carl Runge im Jahre 1885 eine parametrisierte Formel der Bring-Jerrard-Form auf, die exakt beschreibt, ob eine gegebene quintische Gleichung mit elementaren Wurzelausdrücken lösbar ist oder nicht. Sie zeigten, dass eine irreduzible quintische Gleichung in Bring-Jerrard-Form
{\displaystyle U^{5}+kU=l}
genau dann elementar radikalisch lösbar ist, wenn sie die Form
{\displaystyle U^{5}+{\frac {5\mu ^{4}(4\nu +3)}{\nu ^{2}+1}}U={\frac {4\mu ^{5}(2\nu +1)(4\nu +3)}{\nu ^{2}+1}}}
mit elementarmathematischen Werten für 𝜇 und 𝜈 besitzt. Auf der Grundlage der Literaturquellen dieser Mathematiker kommt der Lösungsausdruck für die reelle Lösung zum Vorschein. Diese reelle Lösung wird im nun Folgenden hyperbolisch dargestellt:
{\displaystyle U={\frac {2\mu {\sqrt {20\nu +15}}}{5{\sqrt[{4}]{\nu ^{2}+1}}}}\cosh {\biggl \{}{\frac {1}{5}}\operatorname {arcosh} {\biggl [}{\frac {125{\sqrt[{4}]{\nu ^{2}+1}}(2{\sqrt {\nu ^{2}+1}}+2\nu -1)}{(20\nu +15)^{3/2}}}{\biggr ]}{\biggr \}}-}
{\displaystyle -{\frac {2\mu {\sqrt {20\nu +15}}}{5{\sqrt[{4}]{\nu ^{2}+1}}}}\sinh {\biggl \{}{\frac {1}{5}}\operatorname {arsinh} {\biggl [}{\frac {125{\sqrt[{4}]{\nu ^{2}+1}}(2{\sqrt {\nu ^{2}+1}}-2\nu +1)}{(20\nu +15)^{3/2}}}{\biggr ]}{\biggr \}}}
Wenn für eine allgemeine Bring-Jerrard-Gleichung die Lösung nach dem Verfahren von Glashan, Young und Runge ermittelt werden soll, dann müssen die Werte 𝜇 und 𝜈 auf elliptische Weise ermittelt werden. Denn die Werte 𝜇 und 𝜈 sind für die verallgemeinerte Bring-Jerrard-Gleichung nicht elementar darstellbar.

### Funktionsabhängige hyperbolische Identität
Für die Erarbeitung einer Identität für das Bringsche Radikal wird der Koeffizient des linearen Gliedes auf Eins gesetzt. Durch Auflösung des linearen Gliedes nach der Variablen 𝜇 und anschließendes Einsetzen in das absolute Glied entsteht die BR-Form. Aus der soeben genannten U-Gleichung kann mit der Substitution {\displaystyle V=k^{-1/4}U} diese V-Gleichung aufgestellt werden:
{\displaystyle V^{5}+V={\frac {4(2n+1)(n^{2}+1)^{1/4}}{5(20n+15)^{1/4}}}}
Analog zur Lösung der vorherigen quintischen Gleichung gilt für diese Gleichung jene Lösung:
{\displaystyle V={\frac {2}{5}}{\sqrt[{4}]{20n+15}}\cosh {\biggl \{}{\frac {1}{5}}\operatorname {arcosh} {\biggl [}{\frac {125{\sqrt[{4}]{n^{2}+1}}(2{\sqrt {n^{2}+1}}+2n-1)}{(20n+15)^{3/2}}}{\biggr ]}{\biggr \}}-}
{\displaystyle -{\frac {2}{5}}{\sqrt[{4}]{20n+15}}\sinh {\biggl \{}{\frac {1}{5}}\operatorname {arsinh} {\biggl [}{\frac {125{\sqrt[{4}]{n^{2}+1}}(2{\sqrt {n^{2}+1}}-2n+1)}{(20n+15)^{3/2}}}{\biggr ]}{\biggr \}}}
Daraus entsteht folgende funktionsabhängige Identität des Bringschen Radikals. Diese Identität ist unabhängig und entkoppelt von den vorherigen Formeln zu lesen:
{\displaystyle \operatorname {BR} {\biggl [}{\frac {4(2n+1)(n^{2}+1)^{1/4}}{5(20n+15)^{1/4}}}{\biggr ]}={\frac {2}{5}}{\sqrt[{4}]{20n+15}}\cosh {\biggl \{}{\frac {1}{5}}\operatorname {arcosh} {\biggl [}{\frac {125{\sqrt[{4}]{n^{2}+1}}(2{\sqrt {n^{2}+1}}+2n-1)}{(20n+15)^{3/2}}}{\biggr ]}{\biggr \}}-}
{\displaystyle -{\frac {2}{5}}{\sqrt[{4}]{20n+15}}\sinh {\biggl \{}{\frac {1}{5}}\operatorname {arsinh} {\biggl [}{\frac {125{\sqrt[{4}]{n^{2}+1}}(2{\sqrt {n^{2}+1}}-2n+1)}{(20n+15)^{3/2}}}{\biggr ]}{\biggr \}}}
Dabei soll n eine reelle Zahl im Intervall −¾ < n < +∞ sein. Für dieses Intervall ist diese Formel immer gültig.
Diese Identität lässt sich durch die Substitution n = (1-y^2)/(2y) weiter umformen:
{\displaystyle {\color {blue}\operatorname {BR} {\biggl [}{\frac {2}{5}}y^{-5/4}{\frac {(1+y-y^{2}){\sqrt {2+2y^{2}}}}{\sqrt[{4}]{10+15y-10y^{2}}}}{\biggr ]}={\frac {2}{5}}y^{-1/4}{\sqrt[{4}]{10+15y-10y^{2}}}\cosh {\biggl \{}{\frac {1}{5}}\operatorname {arcosh} {\biggl [}{\frac {5{\sqrt {5+5y^{2}}}}{(1+2y){\sqrt {4+6y-4y^{2}}}}}{\biggr ]}{\biggr \}}-}}
{\displaystyle {\color {blue}-{\frac {2}{5}}y^{-1/4}{\sqrt[{4}]{10+15y-10y^{2}}}\sinh {\biggl \{}{\frac {1}{5}}\operatorname {arsinh} {\biggl [}{\frac {5y{\sqrt {5+5y^{2}}}}{(2-y){\sqrt {4+6y-4y^{2}}}}}{\biggr ]}{\biggr \}}}}
Dabei soll {\displaystyle y} eine positive reelle Zahl kleiner als Zwei sein. Für jenes Intervall ist jene Formel immer gültig.

## Elliptische Identität

### Elliptischer Schlüssel für die Glashan-Young-Runge-Methode
Für die Synthese einer elliptischen Identität von BR(x) aus der jetzt genannten Identität muss der Ausdrück in den eckigen BR-Klammern mit {\displaystyle x} gleichgesetzt werden. Nach dem Satz von Abel Ruffini ist für die Auflösung des hierbei entstehenden Ausdrucks nach {\displaystyle y} ein elliptisches Verfahren erforderlich.
{\displaystyle x={\frac {2}{5}}y^{-5/4}{\frac {(1+y-y^{2}){\sqrt {2+2y^{2}}}}{\sqrt[{4}]{10+15y-10y^{2}}}}}
{\displaystyle x} ist in Abhängigkeit von {\displaystyle y} für positive Werte {\displaystyle y} unter Zwei streng monoton fallend. Der Lösungsausdruck für {\displaystyle y} in Abhängigkeit von {\displaystyle x} muss somit die Eigenschaft haben, dass immer für größere x-Werte kleinere y-Werte entstehen. Die genannte Gleichung kann so umgeformt werden:
{\displaystyle {\bigl (}{\frac {2y^{5}-y^{6}}{1+2y}}{\bigr )}^{1/2}={\sqrt {{\frac {3125}{256}}x^{4}+1}}-{\frac {25}{16}}{\sqrt {5}}\,x^{2}}
Äquivalent zu dieser Formel ist jene Formel:
{\displaystyle {\bigl (}{\frac {2y^{5}-y^{6}}{1+2y}}{\bigr )}^{1/2}=\sin {\bigl \{}2\arcsin {\bigl [}{\bigl (}50{\sqrt {5}}\,x^{2}+32+2{\sqrt {3125x^{4}+256}}{\bigr )}^{-1/2}{\bigl (}{\sqrt {{\sqrt {3125x^{4}+256}}+16}}+5{\sqrt[{4}]{5}}\,x{\bigr )}{\bigr ]}{\bigr \}}}
Bezüglich {\displaystyle y} ist die soeben gezeigte Gleichung eine Gleichung sechsten Grades. Diese Gleichung hat folgende über die reduzierte Webersche Modulfunktion darstellbare reelle Lösung:
{\displaystyle y=W_{R5}{\bigl [}{\bigl (}50{\sqrt {5}}\,x^{2}+32+2{\sqrt {3125x^{4}+256}}{\bigr )}^{-1/2}{\bigl (}{\sqrt {{\sqrt {3125x^{4}+256}}+16}}+5{\sqrt[{4}]{5}}\,x{\bigr )}{\bigr ]}}
Wichtiger Definitionshinweis:
{\displaystyle W_{R5}(\varepsilon )={\frac {2\,[q(\varepsilon )^{10};q(\varepsilon )^{20}]_{\infty }[q(\varepsilon );q(\varepsilon )^{2}]_{\infty }^{5}}{[q(\varepsilon )^{5};q(\varepsilon )^{10}]_{\infty }[q(\varepsilon )^{2};q(\varepsilon )^{4}]_{\infty }^{5}}}=}
{\displaystyle ={\frac {5\,\vartheta [q(\varepsilon )^{5}]^{2}}{2\,\vartheta [q(\varepsilon )]^{2}}}-{\frac {1}{2}}={\text{dn}}{\bigl [}{\tfrac {2}{5}}K(\varepsilon );\varepsilon {\bigr ]}+{\text{dn}}{\bigl [}{\tfrac {4}{5}}K(\varepsilon );\varepsilon {\bigr ]}}
Siehe den Artikel Jacobische elliptische Funktion, Abschnitt „Gleichungen für die Ermittlung der Thetaquotienten“ für weitere Informationen über diese Lösung! Mit dem Kürzel ϑ₀₀ wird die Jacobische Thetafunktion und mit dem Buchstaben q wird die elliptische Nomenfunktion dargestellt. Nur bei dieser reellen Lösung gilt auch für alle reellen Werte {\displaystyle x} diese Bedingung: Je größer der Wert {\displaystyle x} ist, desto kleiner ist der Wert {\displaystyle y}. Der Ausdruck in der q-Klammer kann über die hyperbolisch lemniskatischen Funktionsausdrücke vereinfacht so dargestellt werden:
{\displaystyle y=W_{R5}{\bigl \{}{\text{ctlh}}{\bigl [}{\tfrac {1}{2}}{\text{aclh}}({\tfrac {5}{4}}{\sqrt[{4}]{5}}\,x){\bigr ]}^{2}{\bigr \}}}
Das Bezeichnung ctlh steht für den Kotangens lemniscatus hyperbolicus und die Bezeichnung aclh für den Areacosinus lemniscatus hyperbolicus.

### Erster elliptischer Ausdruck für das Bringsche Radikal
Gegeben waren diese Formeln:
{\displaystyle {\color {blue}\operatorname {BR} {\biggl [}{\frac {2}{5}}y^{-5/4}{\frac {(1+y-y^{2}){\sqrt {2+2y^{2}}}}{\sqrt[{4}]{10+15y-10y^{2}}}}{\biggr ]}={\frac {2}{5}}y^{-1/4}{\sqrt[{4}]{10+15y-10y^{2}}}\cosh {\biggl \{}{\frac {1}{5}}\operatorname {arcosh} {\biggl [}{\frac {5{\sqrt {5+5y^{2}}}}{(1+2y){\sqrt {4+6y-4y^{2}}}}}{\biggr ]}{\biggr \}}-}}
{\displaystyle {\color {blue}-{\frac {2}{5}}y^{-1/4}{\sqrt[{4}]{10+15y-10y^{2}}}\sinh {\biggl \{}{\frac {1}{5}}\operatorname {arsinh} {\biggl [}{\frac {5y{\sqrt {5+5y^{2}}}}{(2-y){\sqrt {4+6y-4y^{2}}}}}{\biggr ]}{\biggr \}}}}
{\displaystyle x={\frac {2}{5}}y^{-5/4}{\frac {(1+y-y^{2}){\sqrt {2+2y^{2}}}}{\sqrt[{4}]{10+15y-10y^{2}}}}}
{\displaystyle {\color {NavyBlue}y=W_{R5}{\bigl \{}{\text{ctlh}}{\bigl [}{\tfrac {1}{2}}{\text{aclh}}({\tfrac {5}{4}}{\sqrt[{4}]{5}}\,x){\bigr ]}^{2}{\bigr \}}}}
Daraus folgt das Endresultat:
{\displaystyle {\color {PineGreen}\operatorname {BR} (x)={\frac {2}{5}}y^{-1/4}{\sqrt[{4}]{10+15y-10y^{2}}}\cosh {\biggl \{}{\frac {1}{5}}\operatorname {arcosh} {\biggl [}{\frac {5{\sqrt {5+5y^{2}}}}{(1+2y){\sqrt {4+6y-4y^{2}}}}}{\biggr ]}{\biggr \}}-}}
{\displaystyle {\color {PineGreen}-{\frac {2}{5}}y^{-1/4}{\sqrt[{4}]{10+15y-10y^{2}}}\sinh {\biggl \{}{\frac {1}{5}}\operatorname {arsinh} {\biggl [}{\frac {5y{\sqrt {5+5y^{2}}}}{(2-y){\sqrt {4+6y-4y^{2}}}}}{\biggr ]}{\biggr \}}}}
{\displaystyle {\color {PineGreen}{\text{mit}}\,y=W_{R5}{\bigl \{}{\text{ctlh}}{\bigl [}{\tfrac {1}{2}}{\text{aclh}}({\tfrac {5}{4}}{\sqrt[{4}]{5}}\,x){\bigr ]}^{2}{\bigr \}}}}
Die Beschreibung des Bringschen Radikals über elliptische Ausdrücke wird allgemein auch Hermite–Kronecker–Brioschi–Charakterisierung genannt.
Die genannten Funktionen haben diese Definitionen:
{\displaystyle q(\psi )=\exp[-\pi K({\sqrt {1-\psi ^{2}}})K(\psi )^{-1}]}
{\displaystyle \vartheta _{00}(\varphi )=1+2\sum _{m=1}^{\infty }\varphi ^{\Box (m)}}
{\displaystyle {\text{ctlh}}(x)={\frac {{\text{cd}}(x;{\tfrac {1}{2}}{\sqrt {2}})}{\sqrt[{4}]{{\text{cd}}(x;{\tfrac {1}{2}}{\sqrt {2}})^{4}+{\text{sn}}(x;{\tfrac {1}{2}}{\sqrt {2}})^{4}}}}}
{\displaystyle \mathrm {aclh} (x)={\tfrac {1}{2}}F[2\operatorname {arccot}(x);{\tfrac {1}{2}}{\sqrt {2}}]}
Das Quadrat vor dem eingeklammerten m markiert die m-te Quadratzahl.

### Erste Beispielgleichung
Gegeben sei diese Gleichung
{\displaystyle u^{5}+u=3}
Reelle Lösung dieser Gleichung:
{\displaystyle u={\frac {2}{5}}y^{-1/4}{\sqrt[{4}]{10+15y-10y^{2}}}\cosh {\biggl \{}{\frac {1}{5}}\operatorname {arcosh} {\biggl [}{\frac {5{\sqrt {5+5y^{2}}}}{(1+2y){\sqrt {4+6y-4y^{2}}}}}{\biggr ]}{\biggr \}}-}
{\displaystyle -{\frac {2}{5}}y^{-1/4}{\sqrt[{4}]{10+15y-10y^{2}}}\sinh {\biggl \{}{\frac {1}{5}}\operatorname {arsinh} {\biggl [}{\frac {5y{\sqrt {5+5y^{2}}}}{(2-y){\sqrt {4+6y-4y^{2}}}}}{\biggr ]}{\biggr \}}}
{\displaystyle {\text{mit}}\,y=W_{R5}{\bigl \{}{\text{ctlh}}{\bigl [}{\tfrac {1}{2}}{\text{aclh}}({\tfrac {15}{4}}{\sqrt[{4}]{5}}){\bigr ]}^{2}{\bigr \}}}
Genähert ergibt sich:
{\displaystyle y\approx 0{,}179975900935040892585184626590049535343533908521815}
{\displaystyle u\approx 1{,}132997565885065266721141634288532379816526027727}

## Forschungsresultate von Brioschi, Hermite, Prasolov und Solovyev
Für die Darstellung des quintischen Bringschen Radikals BR(t⁵ + t) = t in elliptischer Form mit Elliptischem Nomen und Thetafunktion beziehungsweise Dedekindscher Etafunktion muss der zugehörige elliptische Modul kₑ ermittelt werden. Dieser Modul wird beim Bringschen Radikal nach Francesco Brioschi und Charles Hermite auf folgende Weise hervorgerufen:
{\displaystyle f(x)^{5}+f(x)=x}
{\displaystyle f(x)=\operatorname {BR} (x)}
{\displaystyle k_{e}={\text{ctlh}}[{\tfrac {1}{2}}{\text{aclh}}({\tfrac {5}{4}}{\sqrt[{4}]{5}}\,x)]^{2}={\tfrac {1}{8}}{\sqrt {32+10{\sqrt[{4}]{20}}\,x{\sqrt {{\sqrt {3125x^{4}+256}}-25{\sqrt {5}}\,x^{2}}}}}=}
{\displaystyle ={\bigl (}50{\sqrt {5}}\,x^{2}+32+2{\sqrt {3125x^{4}+256}}{\bigr )}^{-1/2}{\bigl (}{\sqrt {{\sqrt {3125x^{4}+256}}+16}}+5{\sqrt[{4}]{5}}\,x{\bigr )}}
Die Abkürzung kₑ steht hierbei nicht für den Koeffizienten des linearen Glieds, sondern für den elliptischen Modul. Von diesem Modul muss im Anschluss das elliptische Nomen q(kₑ) für die elliptische Darstellung des Bringschen Radikals aufgestellt werden. Von diesem Nomen müssen dann nach Prasolov und Solovyev die fünfte Potenz und die fünfte Wurzel in die Thetafunktionen eingesetzt werden. Mit folgendem Verfahren können auf der Grundlage der genannten Thetafunktionen die Etafunktionswerte bestimmt werden:
{\displaystyle {\sqrt[{3}]{2}}\,\eta (iw)={\sqrt[{3}]{\vartheta _{00}[\exp(-\pi w)]\vartheta _{01}[\exp(-\pi w)]\vartheta _{10}[\exp(-\pi w)]}}}
Diese Etafunktionswerte bilden in rationaler Bruch-Kombination nach dem Aufsatz von Prasolov und Solovyev den elliptischen Ausdruck für das Bringsche Radikal.

## Liste der Werte
Folgende elementar darstellbare Werte hat das Bringsche Radikal:
{\displaystyle \operatorname {BR} (0)=0}
{\displaystyle \operatorname {BR} (1)=\rho ^{-1}={\sqrt[{4}]{2}}\,G(23)^{-1}={\tfrac {1}{2}}{\sqrt {3}}\,\operatorname {sech} [{\tfrac {1}{3}}\operatorname {arcosh} ({\tfrac {3}{2}}{\sqrt {3}})]}
{\displaystyle \operatorname {BR} (2)=1}
{\displaystyle \operatorname {BR} (6)={\sqrt[{4}]{2}}\,G(43)-1={\tfrac {4}{3}}\cosh[{\tfrac {1}{3}}\operatorname {arcosh} ({\tfrac {35}{8}})]-{\tfrac {1}{3}}}
{\displaystyle \operatorname {BR} ({\tfrac {2}{25}}{\sqrt[{4}]{1125}})={\tfrac {1}{15}}{\sqrt[{4}]{1125}}({\sqrt[{3}]{10}}-1)}
{\displaystyle \operatorname {BR} ({\tfrac {3}{25}}{\sqrt[{4}]{6125}})={\tfrac {1}{30}}{\sqrt[{4}]{125}}(2{\sqrt {7}}+{\sqrt[{3}]{60{\sqrt {3}}+20{\sqrt {7}}}}-{\sqrt[{3}]{60{\sqrt {3}}-20{\sqrt {7}}}})}
Mit dem Buchstaben rho wird die Plastische Zahl ausgedrückt.
Und mit dem Buchstaben G wird die Ramanujansche G-Funktion dargestellt.
Wichtige Zusatzinformationen:
{\displaystyle {\text{ctlh}}[{\tfrac {1}{2}}{\text{aclh}}({\tfrac {5}{4}}{\sqrt[{4}]{5}}\,x)]^{2}(x={\tfrac {2}{25}}{\sqrt[{4}]{1125}})={\tfrac {1}{4}}({\sqrt {6}}+{\sqrt {2}})=\lambda ^{*}({\tfrac {1}{3}})}
{\displaystyle {\text{ctlh}}[{\tfrac {1}{2}}{\text{aclh}}({\tfrac {5}{4}}{\sqrt[{4}]{5}}\,x)]^{2}(x={\tfrac {3}{25}}{\sqrt[{4}]{6125}})={\tfrac {1}{8}}(3{\sqrt {2}}+{\sqrt {14}})=\lambda ^{*}({\tfrac {1}{7}})}
Die Bezeichnung λ* stellt die elliptische Lambda-Stern-Funktion dar.